# 2008TeSL職業電競聯賽
2008TeSL職業電競聯賽，為「台灣電子競技聯盟」於2008年下半年間所舉辦的例行性電子競技職業賽事。亦為聯盟的第一年職業賽事，又稱「電競元年」。本年度賽事從2008年7月25日開幕，於2008年10月26日結束。一共有「華義Spider」、「橘子熊」與「電競狼」三隊參與，最後由華義Spider拿下聯盟史上第一個總冠軍。
由於聯盟當時才剛成立，季賽開打前先於上半年進行選秀賽以及三支電競隊伍的成軍與訓練等事項，一直到7月25日季賽才正式開打。也是聯盟史上首度於下半年開打的年度。聯盟於2月時決定比賽項目為「SF Online」與「跑跑卡丁車」，此兩項職業賽事存續到電競七年結束後，聯盟去職業化為止。
本年度賽事並無任何電視媒體進行錄影轉播或直播的服務，僅有製作特別節目的構想，但卻因故中止。初期以特約的網咖為比賽場地，後期則移到Y17台北市青少年育樂中心進行。

## 本季重大事件
- 2008年1月：聯盟正式成立。
- 2008年2月：決定比賽項目為「SF Online」與「跑跑卡丁車」，同時進行選秀賽。
- 2008年6月：三支電競隊「華義Spider」、「橘子熊」與「電競狼」成軍。
- 2008年7月25日：聯盟史上第一場職業賽開打，由橘子熊獲得勝利。稍後華義Spider也擊敗電競狼獲得隊史首勝。
- 2008年8月：代表台灣加入國際電競聯盟IeSF創始會員國。
- 2008年9月：賽事移到Y17青少年育樂中心進行。
- 2008年10月5日：例行賽第47場「華義Spider」對「橘子熊」，因螢幕出現問題引發爭議，導致比賽沒有結果。[2]
- 2008年10月18日：戰績前兩名「橘子熊」與「華義Spider」取得總冠軍賽的參賽資格。
- 2008年10月26日：「華義Spider」以直落二擊敗「橘子熊」獲得聯盟史上第一個總冠軍。
- 2008年11月：華義Spider代表台灣到中國參加SF世界盃，並拿下該屆的冠軍。也是台灣第一支電競隊拿下SF世界盃冠軍。
- 2009年：電競狼解散。

## 賽程
- 2008年7月25日-10月18日：例行賽。
- 2008年10月26日：總冠軍賽（橘子熊VS華義Spider）
- 2008年11月22日-23日：SF世界盃（華義SpiderSF團隊）

## 戰績

### 例行賽
| 隊伍       | 應賽 | 勝 | 敗 | 和 | 勝率 | 積分 | 勝差 |
| ---------- | ---- | -- | -- | -- | ---- | ---- | ---- |
| 橘子熊     | 39   | 27 | 9  | 3  | .750 | 27   | -    |
| 華義Spider | 39   | 25 | 12 | 2  | .676 | 25   | 2    |
| 電競狼     | 38   | 3  | 34 | 1  | .081 | 3    | 24   |

- 註：勝差以第一名積分為比較對象。
- 資料來源：華義 W.Spider 職業電競隊後援會（Yahoo部落格）[3]

### 季後賽
| 賽事     | 日期       | 地點              | 隊伍       | G1(SF) | G1(KR) | G2(SF) | G2(KR) | G3(SF) | G3(KR) | 比數 | 獲勝 |
| -------- | ---------- | ----------------- | ---------- | ------ | ------ | ------ | ------ | ------ | ------ | ---- | ---- |
| 總冠軍賽 | 2008.10.26 | Y17青少年育樂中心 | 橘子熊     | 3      | 6      | 2      | 6      | -      | -      | 0    |      |
| 總冠軍賽 | 2008.10.26 | Y17青少年育樂中心 | 橘子熊     | 9      | 9      | 8      | 8      | -      | -      | 0    |      |
| 總冠軍賽 | 2008.10.26 | Y17青少年育樂中心 | 華義Spider | 11     | 11     | 11     | 11     | -      | -      | 2    |      |
| 總冠軍賽 | 2008.10.26 | Y17青少年育樂中心 | 華義Spider | 7      | 4      | 8      | 3      | -      | -      | 2    |      |

資料來源：台灣電子競技聯盟官網。

## 獎項
- 年度總冠軍：華義Spider
- 年度MVP：徐培森（橘子熊 - 朔月）
- 總冠軍賽MVP：尹　洵 （華義Spider - Bolt）
- 最佳SF狙擊手：吳敬晨（華義Spider - Polo）
- 最佳SF步槍手：尹　洵 （華義Spider - Bolt）
- 最佳跑跑卡丁車手：徐培森（橘子熊 - 朔月）
- 最佳跑跑卡丁車助攻手：彭俊凱（橘子熊 - 彭仔）[5]
- 最高人氣獎：劉恆輔（電競狼 - ELvis）

資料來源：台灣電子競技聯盟官網

## 外部連結
- （繁體中文） 台灣電子競技聯盟官方網站（页面存档备份，存于）
- （英文） SF世界盃官方網站
- （繁體中文） 橘子熊職業電競隊
- （繁體中文） 華義SPIDER職業電競隊
- （繁體中文） 電競狼職業電競隊（無名小站）（页面存档备份，存于）
- （繁體中文） SF Online台版官網
- （繁體中文） 跑跑卡丁車台版官網
- （繁體中文） SF台版官網